# Hofanlage Am Weserdeich 5
Die Hofanlage Am Weserdeich 5 an der Weser im niedersächsischen Elsfleth-Oberhammelwarden im Landkreis Wesermarsch, stammt aus dem frühen 19. Jahrhundert.
Aktuell (2023) wird sie als Wohnhaus, landwirtschaftlich und gewerblich genutzt. Die Gebäude stehen unter Denkmalschutz (siehe auch Liste der Baudenkmale in Elsfleth).

## Geschichte
Hammelwarden (heute Brake) war mit Moorriem, Oldenbrok und Strückhausen eine mittelalterliche Marschvogtei. Die Bauerschaft Oberhammelwarden kam später zu Elsfleth.
Die Hofanlage auf einer Wurt und auf einem großen und tiefen Grundstück mit markantem alten Baumbestand besteht aus
- dem eingeschossigen giebelständigen Wohn- und Wirtschaftsgebäude vom Anfang des 19. Jahrhunderts als Zweiständer-Hallenhaus in Fachwerk, mit Steinausfachungen, mit reetgedecktem Krüppelwalmdach mit drei Schleppgauben und Niedersachsengiebeln mit Uhlenloch sowie der Grooten Door mit geradem Abschluss und darüber Ladeluken; Traufseiten später in Backstein erneuert,[2]
- der eingeschossigen traufständigen südlichen Scheune aus der ersten Hälfte des 19. Jahrhunderts in Fachwerk und Ankerbalkenkonstruktion mit Backsteinausfachungen, mit reetgedecktem Walmdach und Niedersachsengiebeln sowie zwei Toranlagen für die Querdurchfahrten[3]
- sowie weiteren nicht denkmalgeschützten Nebenanlagen.

Das Landesdenkmalamt befand: „… geschichtliche Bedeutung … als beispielhafte Hofanlage des frühen 19. Jhs.  … .“